# ثايمدين أحادي الفوسفات
ثايمدين أحادي الفوسفات أو ثايمدين أحادي الفوسفات منقوص الأكسجين أو حمض الثايمديليك (بالإنجليزية: Thymidine monophosphate)‏ هو نوكليوتيد موجود كمونومر في الدنا وهو عبارة عن إستر حمض الفوسفوريك مرتبط بنيوكليوسيد الثيميدين. يتكون الـ(ث.أ.ف) من مجموعة فوسفات وريبوز منقوص الأكسجين وقاعدة الثايمين.
عكس الريبونوكليوتيدات منقوصة الأكسجين الأخرى في العادة لا يحتوي الثايمدين أحادي الفوسفات على اللاحقة «منقوص الأكسجين» في إسمه ورغم ذلك يحتوي اسمه على الاختصار "d" ("dTMP")  (بالعربية م (ث.أ.ف.م))

## أهمية
في خلايا الثدييات انعدام أو نقصان الثيميدين يسبب الاضطرابات الصبغية.

## روابط خارجية
- ثايمدين أحادي الفوسفات في بوب كيم